# ماركوس كياكيدو
ماركوس كياكيدو (10 نوفمبر 1991 بغواياكيل في الإكوادور - ) هو لاعب كرة قدم إكوادوري في مركز الهجوم. شارك مع منتخب الإكوادور تحت 20 سنة لكرة القدم. أما مع النوادي، فقد لعب مع نادي إيميلك وMineros de Zacatecas ‏.

## روابط خارجية
- ماركوس كياكيدو على موقع قاعدة بيانات كرة القدم.إي يو (الإنجليزية)
- ماركوس كياكيدو على موقع ناشيونال فوتبول تيمز (الإنجليزية)
- ماركوس كياكيدو على موقع Soccerway.com (الإنجليزية)
- ماركوس كياكيدو على موقع عالم كرة القدم.نت (الإنجليزية)
- ماركوس كياكيدو على موقع AS.com (الإسبانية)